# Eine unvergessliche Nacht
Eine unvergessliche Nacht (chinesisch 难忘今宵, Pinyin nánwàng jīnxiāo) ist ein chinesisches patriotisches Abschiedslied. Sein Text stammt von Qiao Yu, die Musik von Wang Ming. Es besingt das Zusammengehörigkeitsgefühl zur Zeit des Frühlingsfestes, insbesondere das nationale.
Seine Popularität kommt darin zum Ausdruck, dass es regelmäßig am Ende von Chinas CCTV-Frühlingsfestgala (der Neujahrsfestgala) gesungen wird und ist vergleichbar mit der des Liedes Nehmt Abschied, Brüder.
Es ist in vielen Anthologien Roter Lieder enthalten.
2007 war das Stück einer der Medieninhalte, mit denen die chinesische Mondsonde Chang’e 1 ausgestattet wurde.
Eine bekannte Interpretin des Liedes ist die Sängerin Li Guyi.

## Text
| chinesisch | Pinyin | Übersetzung frei nach china-basel.ch |
| --- | --- | --- |
| 难忘今宵, 难忘今宵, 无论天崖与海角, 神洲万里同怀抱, 共祝愿祖国好, 祖国好. 告别今宵, 告别今宵, 无论新友与故交, 明年春来再相邀, 青山在人未老, 人未老. 难忘今宵, 难忘今宵, 无论天崖与海角, 神洲万里同怀抱, 共祝愿祖国好, 祖国好. | nánwàng jīnxiāo nánwàng jīnxiāo wúlùn tiān yá yǔ hǎijiǎo shén zhōu wàn lǐ tóng huáibào gòng zhùyuàn zǔguó hǎo zǔguó hǎo gàobié jīnxiāo gàobié jīnxiāo wúlùn xīn yǒu yǔ gù jiāo míngnián chūn lái zài xiāngyāo qīng shān zài rén wèi lǎo rén wèi lǎo nánwàng jīnxiāo nánwàng jīnxiāo wúlùn tiān yá yǔ hǎijiǎo shén zhōu wàn lǐ tóng huáibào gòng zhùyuàn zǔguó hǎo zǔguó hǎo | Eine unvergessliche Nacht, Eine unvergessliche Nacht. Egal, wo auf der Erde wir uns befinden, Wir sind immer miteinander verbunden. Wir alle wünschen unserem Vaterland alles Gute, Unserem Vaterland alles Gute. Wir nehmen Abschied von der heutigen Nacht, Wir nehmen Abschied von der heutigen Nacht. Ob wir alte oder neue Freunde sind: Nächsten Frühling feiern wir wieder zusammen! Die Hügel sollen grün bleiben und wir gesund, und wir gesund. Eine unvergessliche Nacht, Eine unvergessliche Nacht. Egal, wo auf der Erde wir uns befinden, Wir sind immer miteinander verbunden. Wir alle wünschen unserem Vaterland alles Gute, unserem Vaterland alles Gute. |

## Videos
- video.sina.com.cn (Li Guyi)
- youtube.com: Chorus: "What a Memorable Evening"
- YouTube (Portland Chinese New Year Celebration 2011)